# Оболенский уезд
Оболенский уезд — административно-территориальная единица в составе Московской губернии, существовал в период с 1494 по 1775 годы. Уездный город — Оболенск.

## География
Территория Оболенского уезда примерно соответствовала Оболенскому удельному княжеству, располагался он на юго-западе от центра Московского княжества, затем губернии.
Большая часть селений уезда располагалась на правом берегу средней Протвы, на севере они достигали устья Лужи, частью севернее этой реки. На западе территория Оболенского уезда включала среднее течение Суходрови, в районе ее излучины. На юге граница уезда шла севернее реки Таруса. На левой стороне Протвы поселения Оболенского уезда шли узкой полосой вдоль реки Аложи и примыкали к правому берегу Нары.

## История
В XIII веке на юго-западе от реки Протвы, недалеко от Малоярославца были обнаружены запасы железных руд. 
В 1494 году Оболенское княжество было включено в состав Великого княжества Московского. Князья Оболенские утратили владетельные права, но сохранили владения в Оболенские и заняли положение среди московской знати.
Волости Бёховская и Антоновская упомянуты в писцовой книге (1627-1627) поместных и вотчинных земель, составленные письма и меры Фёдором Шушериным и подьячим Иваном Максимовым. Бёхово — крупное село Оболенского уезда, упомянуто в переписной книге 1687 года .
Здесь, на реке Протве (в старину Поротве) в пределах  Оболенского уезда в 1650 году царским тестем Ильёй Даниловичем Милославским был поставлен маленький доменный передельный завод с одной домной и тремя горнами. В 1656 году завод, который стал называться Поротовский, арендовали сроком на 15 лет промышленники-предприниматели голландцы Акема и Марселис. По жалованной грамоте Алексея Михайловича от 25 декабря 1665 «иноземцы Голанские земли Ф. Ф. сын Акема и его племянники получили в распоряжение царские железоделательные заводы на реке Угодке (Малоярославский уезд) и на реке Ратве (Оболенский уезд)».
В 1691 году села: Горнево, Новое, Вознесенское и Шишкино упоминаются в межевой книге поместных и вотчинных земель письма и межевания думного дворянина Василия Петровича Вердеревского и дьяка Григория Молчанова.
В 1694 году село Марьино (Никольское тож) и деревня Чухлом значится за Фёдором Ивановичем Поливановым.
Окраинное положение, набеги крымских татар, и общие потрясения начала XVII века препятствовали и формированию устойчивой расселенческой структуры уезда. Из-за сильного разорения уезда (83 % пустых монастырских селений) у владельцев Троице-Сергиева монастыря не нашлось сил для восстановления своих оболенских вотчин. В начале 1640-х они отдали своё единственное село в Оболенском уезде (Пажу, Запажье тож) на выкуп князю Б. А. Репнину.
В 1708 году в ходе областной реформы Петра Первого обособленный Оболенский уезд был упразднён, а его земли включены в состав Московской губернии.
В 1719—1775 годах Оболенский уезд входил в состав Московской провинции.
В 1768 Григорий Орлов с с четырьмя братьями отдали в казну, во владении Коллегии экономии, имения в Оболенском уезде. Среди них: села Ильинское, Овчинино; деревни Дадаровка, Горнево, Лопатинка, Филипповка, Деньгино, Тяпкино, Ахматовка, Кузнецово, Семкино, Детцово, Киево, Починок, Гарнечевка, Васильчиково, Тимохино, Нестеровка, Ляблино, Марьино, Пургасово, Худяковка (Помыкаловка), Каншино, Зыбаловка.
Уезд упразднён при губернской реформе 1775 года Екатерины II, его земли отошли к Малоярославецкому и Тарусскому уездам.

## Дворяне
- Долгоруков, Тимофей Иванович (окольничий) (?-1580)
- Борис Александрович Репнин
- Щербатов, Лука Осипович (воевода)